# Niklo Dailly
Niklo Dailly (6 november 2001) is een Belgisch voetballer die in het seizoen 2024/25 door RWDM wordt uitgeleend aan Lierse SK.

## Clubcarrière

### Jeugd
Dailly sloot zich op vierjarige leeftijd aan bij de jeugdopleiding van RSC Anderlecht, waar hij, op twee seizoenen bij KAA Gent na, tot bij de beloften bleef. In 2020 maakte hij de overstap naar KV Mechelen, waar hij vanaf de zomer van 2021 ontzettend veel blessureleed kende. Op 31 december 2022 gingen Dailly en KV Mechelen in onderling overleg uit elkaar, ondanks het feit dat de club zijn contract in april 2022 nog met een jaar verlengd had.

### RWDM
Op de slotdag van de wintertransfermercato van 2023 een contract tot medio 2025 bij RWDM, de club die zijn vader Thierry in 2015 mee had doen herrijzen uit zijn as. Dailly was in januari al met de club mee op winterstage in Turkije geweest. Op 22 april 2023 maakte hij zijn officiële debuut in het eerste elftal van de club: in de 0-3-zege tegen Lierse Kempenzonen liet Vincent Euvrard hem in de 85e minuut invallen voor Mickaël Biron.
Kort na de promotie van RWDM naar de Jupiler Pro League werd zijn vader Thierry ontslagen als voorzitter van de club. Niklo begon het seizoen evenwel als basisspeler: tijdens de eerste drie competitiewedstrijden stond hij in de basis. In de seizoensopener tegen KRC Genk, die RWDM met 0-4 verloor, scoorde Dailly bijna het allereerste doelpunt van 'het nieuwe' RWDM in Eerste klasse, maar zijn kopbaldeviatie stierf tegen de deklat. Vervolgens mocht hij in het kalenderjaar 2023 nog tienmaal invallen (acht keer in de competitie, tweemaal in de Beker van België).  Zijn aantal speelminuten minderden wel: kreeg hij op 20 augustus en 2 september nog een helft en dik twintig minuten tegen respectievelijk Club Brugge en Standard Luik, dan moest hij het daarna in de competitie vaak stellen met een halfvol minuten. Op 5 december 2023 leverde hij als invaller wel een belangrijke assist af in de bekerwedstrijd tegen KV Kortrijk, die RWDM aan kwalificatie voor de kwartfinale hielp.

#### Francs Borains (huur)
In januari 2024 leende RWDM hem tot het einde van het seizoen uit aan Francs Borains, dat op dat moment op een degradatieplaats stond in Eerste klasse B. In zijn debuutwedstrijd, een uitwedstrijd tegen RFC Seraing, leverde hij meteen een assist af: op zijn aangeven duwde Fodé Guirassy de 1-5-eindscore binnen. Dailly klokte af op twee goals in dertien competitiewedstrijden voor Francs Borains, dat zich uiteindelijk wist te handhaven in de Challenger Pro League.

#### Lierse SK (huur)
In juli 2024 werd Dailly opnieuw uitgeleend door het naar Eerste klasse B gedegradeerde RWDM, ditmaal aan reeksgenoot Lierse SK.

## Clubstatistieken
| Seizoen         | Club             | Land            | Competitie      | Competitie | Competitie | Beker | Beker | Supercup | Supercup | Europees | Europees | Totaal | Totaal |
| Seizoen         | Club             | Land            | Competitie      | Wed.       | Dlp.       | Wed.  | Dlp.  | Wed.     | Dlp.     | Wed.     | Dlp.     | Wed.   | Dlp.   |
| --------------- | ---------------- | --------------- | --------------- | ---------- | ---------- | ----- | ----- | -------- | -------- | -------- | -------- | ------ | ------ |
| 2022/23         | RWDM             | Vlag van België | Eerste klasse B | 1          | 0          | 0     | 0     | —        | —        | —        | —        | 1      | 0      |
| 2023/24         | RWDM             | Vlag van België | Eerste klasse A | 11         | 0          | 2     | 0     | —        | —        | —        | —        | 13     | 0      |
| 2023/24         | → Francs Borains | Vlag van België | Eerste klasse B | 13         | 2          | 0     | 0     | —        | —        | —        | —        | 13     | 2      |
| 2024/25         | → Lierse SK      | Vlag van België | Eerste klasse B | 0          | 0          | 0     | 0     | —        | —        | —        | —        | 0      | 0      |
| Carrière totaal | Carrière totaal  | Carrière totaal | Carrière totaal | 25         | 2          | 2     | 0     | 0        | 0        | 0        | 0        | 27     | 2      |

Bijgewerkt op 30 juli 2024.

## Privé
- Niklo is de zoon van Thierry Dailly, die in 2015 een groot aandeel had in de verrijzenis van RWDM.[1] Ook zijn acht jaar oudere broer Kenzo is voetballer, hij droeg het shirt van SK Pepingen-Halle en diens voorganger KSK Halle.[1][14][15]

1 Teunckens ·
2 De Schrijver ·
3 Marijnissen ·
5 Laes ·
6 Swinnen ·
8 Van Acker ·
9 S. Limbombe ·
10 De Schryver ·
11 Liongola ·
12 De Smet ·
13 Teunen ·
14 Maes ·
16 Maesen ·
19 Kieboom ·
20 Vanderhallen ·
23 Boone ·
36 Leyssens ·
42 Sampers ·
64 Vanuffelen ·
70 El Touile ·
77 Masaki ·
Naessens ·
Hendrickx ·
Coach: Van Imschoot
· Assistent-coach: Van Kerckhoven